# جغرافیای مکزیک

مکزیک

مکزیک کشوری در بخش جنوبی قاره آمریکای شمالی است. مکزیک در سراسر شمال خود با ایالات متحده مرز مشترک دارد و از غرب و جنوب به اقیانوس آرام، از شرق به خلیج مکزیک و دریای کارائیب و از جنوب شرقی به گواتمالا و بلیز محدود می‌شود. مکزیک از نظر جغرافیایی جزوی از آمریکای شمالی است اما بنابر تعریف زبانی آمریکای لاتین، مکزیک سومین کشور بزرگ آمریکای لاتین پس از برزیل و آرژانتین به‌شمار می‌آید. مکزیک ۱۲۶ میلیون نفر جمعیت دارد و پایتخت آن مکزیکوسیتی این شهر که بیش از 22 میلیون نفر  جمعیت دارد از پرجنب و جوش ترین شهر های دنیاست ،  این کشور با ۱٬۹۶۴٬۳۷۵ میلیون کیلومتر مربع وسعت، ۱۴اُمین کشور وسیع دنیا است.
این کشور از شمال با ایالات متحده آمریکا و از جنوب شرقی با گواتمالا و بلیز هم‌مرز است. همچنین اقیانوس آرام، در غرب و جنوب، خلیج مکزیک در شرق و دریای کارائیب در جنوب شرق آن را دربر گرفته‌اند.
مکزیک همچنین جزایر و مجمع‌الجزایری مانند: پترس ماریاس در اقیانوس آرام و کوزومل و ایسلا موخرس در سواحل شبه جزیره یوکاتان را اداره می‌کند. با احتساب این مناطق جزیره‌ای، این کشور تقریباً مثلثی، منطقه‌ای تقریباً سه برابر تگزاس را پوشش می‌دهد. در حالی که عرض آن از شمال غربی به جنوب شرقی بیش از ۳۰۰۰ کیلومتر است، عرض آن از کمتر از ۲۱۷ کیلومتر در تنگه تهوآنتپک تا بیش از ۱۹۰۰ کیلومتر در شمال متغیر است.
مهمترین ارتفاعات آن عبارتند از کوه‌های سیرا مادرهٔ خاوری، سیرا مادرهٔ باختری، سیرا مادره جنوبی و همچنین فلات مکزیک. جلگه‌های آن عمدتاً در کناره‌ها واقع شده‌اند. بیابان‌ها نیز قسمت‌هایی از مکزیک را شامل می‌شوند.
مکزیک سرزمین تفاوت‌های جغرافیایی زیاد است، با کوه‌های بلند و دره‌های ژرف در مرکز کشور، بیابان‌های گسترده در شمال و جنگل‌های بارانی انبوه در جنوب و شرق. کوه‌ها بیشتر مکزیک را پوشانده‌اند. بین رشته کوه سیرا مادره خاوری در شرق و سیرا مادره باختری در غرب رشته‌کوه‌های کوچکی هم در فلات مرکزی قرار دارند. این مناطق سرشار از فلزات ارزشمندی مانند نقره و مس هستند. گستره‌ای از زمین به نام شبه جزیره یوکاتان از نوک جنوب شرقی مکزیک به خلیج مکزیک وارد شده‌است. زمانی این مکان کانون تمدن مایاها بوده‌است، فرهنگی باستانی که ساختمان‌های شگفت‌انگیز آن هنوز هم قابل مشاهده است. گمان می‌رود که ذرت، یکی از غلات عمده جهان، از مکزیک منشأ گرفته باشد.
یکی دیگر از ویژگی‌های تعیین‌کننده جغرافیای کلی مکزیک این واقعیت است که بر روی سه صفحه زمین‌ساختی قرار دارد. در نتیجه، مکزیک در میان مناطق لرزه‌ای فعال در نیم‌کره غربی است و زمین‌لرزه‌ها در گذشته خسارات زیادی در این کشور به‌بار آورده‌اند. بروز تمام این لرزه‌های فعال، از نظر تاریخ زمین‌شناسی، یکی از دلایلی است که مکزیک یک کشور عمدتاً کوهستانی است.
کشورهای کمی روی زمین به اندازه مکزیک گونه‌های گیاهی و جانوری پرشماری دارند. این مکان در قسمتی بین استوا و مدار قطب شمال قرار دارد و پناهگاهی برای حیواناتی است که از سرمای شدید در شمال و گرمای شدید در جنوب گریزان‌اند.
پست‌ترین نقطه مکزیک لاگونا سالادا با ارتفاع ۱۰ متر است. بلندترین نقطه آن آتشفشان قله اوریزابا با ارتفاع ۵۷۰۰ متر است. خطرات طبیعی مکزیک شامل سونامی در سواحل اقیانوس آرام، آتشفشان‌ها و زمین‌لرزه‌های ویرانگر در مرکز و جنوب، و طوفان در خلیج مکزیک و سواحل کارائیب است.

## کوهستان‌ها
دو رشته کوه برجسته - سیرا مادره خاوری و سیرا مادره باختری - بر شمال مکزیک سلطه دارند. با نگاه از سوی ایالات متحده، هر دو زنجیره را می‌توان امتدادی از رشته‌کوه‌های موجود در ایالات متحده به‌شمار آورد. سیرا مادره باختری در غرب ادامه سیرا نوادای کالیفرنیا است (با گسست در جنوب شرقی کالیفرنیا و منتهی الیه شمال مکزیک)، و سیرا مادره خاوری، واقع در شرق، امتداد جنوب کوه‌های راکی نیومکزیکو و تگزاس است. بین این دو رشته‌کوه آلتی‌پلانو (دشت مرتفع) مکزیک جای دارد که ادامه آن به سمت شمال همان حوضه بزرگ و بیابان‌های مرتفعی است که در بیشتر مناطق غربی ایالات متحده گسترده شده‌است.
سیرا مادره خاوری که تقریباً پنجاه کیلومتر از مرز ایالات متحده شروع می‌شود، ۱۲۵۰ کیلومتر از جنوب تا ریو سانتیاگو امتداد می‌یابد، جایی که با رشته‌کوه کوردیرا نئوولکانیکا، که از شرق به غرب در مرکز مکزیک می‌گذرد، ادغام می‌شود. سیرا مادره خاوری تقریباً ۳۰۰ کیلومتر از ساحل غربی مکزیک در انتهای شمالی آن واقع شده‌است، اما به ۵۰ کیلومتری ساحل نزدیک کوردیرا نئوولکانیکا نزدیک می‌شود. دشت ساحلی شمال غربی نامی است که به منطقه پست بین سیرا مادره باختری و خلیج کالیفرنیا داده شده‌است.

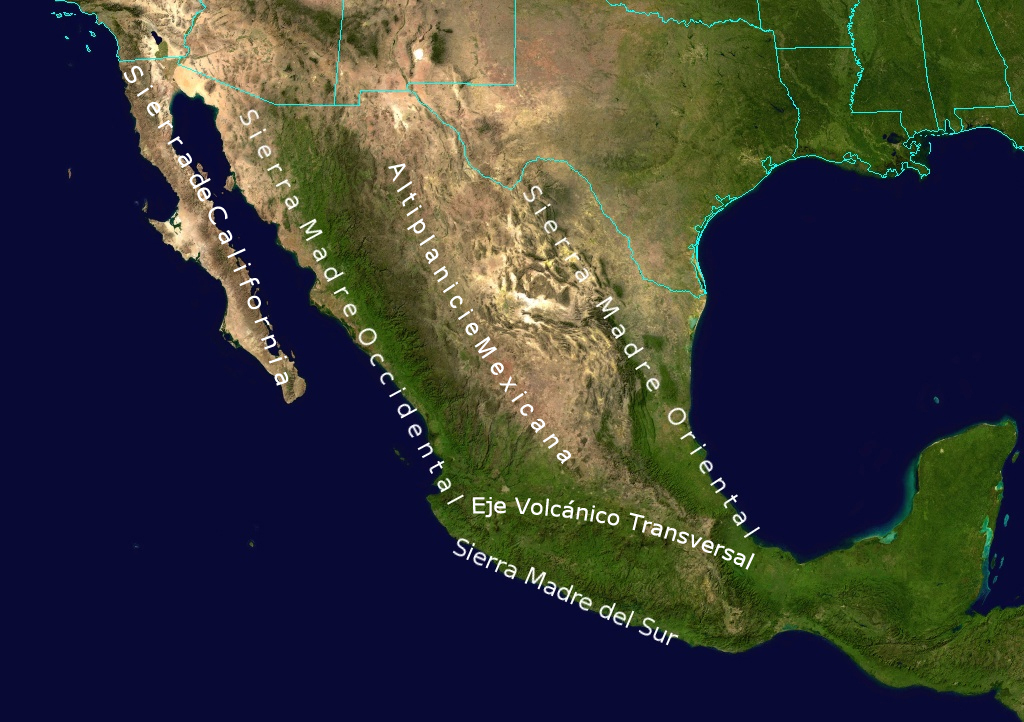
رشته‌کوه‌های مکزیک.

سیرا مادره باختری به‌طور میانگین ۲۲۵۰ متر ارتفاع دارد و قله‌های آن به ۳۰۰۰ متر می‌رسد. سیرا مادره خاوری از منطقه بیگ بند در مرز تگزاس و مکزیک شروع می‌شود و ۱۳۵۰ کیلومتر ادامه می‌یابد تا به کفر دپروته، یکی از قله‌های اصلی کوردیرا نئوولکانیکا می‌رسد.
همان‌طور که در مورد سیرا مادره باختری نیز صدق می‌کند، سیرا مادره خاوری با نزدیک شدن به انتهای جنوبی خود به تدریج به خط ساحلی نزدیک می‌شود و به هفتاد و پنج کیلومتری خلیج مکزیک می‌رسد. دشت ساحلی شمال شرقی از دامنه شرقی سیرا مادره خاوری تا خلیج مکزیک امتداد دارد. ارتفاع متوسط سیرا مادره خاوری ۲۲۰۰ متر است و برخی از قله‌ها ۳۰۰۰ متر هستند.
کوه‌های آلتی‌پلانو مکزیک که از مرز ایالات متحده تا کوردیلرا نئوولکانیکا امتداد دارد، گسترهٔ وسیعی از زمین بین سیرا مادره خاوری و باختری را اشغال می‌کند. دامنهٔ پست شرقی-غربی ارتفاعات را به بخش‌های شمالی و جنوبی تقسیم می‌کند. این دو بخش که قبلاً مزای شمالی و مزای مرکزی نامیده می‌شدند، اکنون توسط جغرافیدانان به عنوان بخش‌هایی از یک آلتی‌پلانو در نظر گرفته می‌شوند.
ارتفاعات شمالی به‌طور متوسط ۱۱۰۰ متر بلندا دارند و از ریو براوو دل نورته به سمت جنوب از طریق ایالت‌های زاکاتکاس و سن لوئیس پوتوسی ادامه می‌یابند. برآمدگی‌های مختلف باریک و جدا شده از فلات‌های ارتفاعات شمالی عبور می‌کنند. فرورفتگی‌های متعددی در این منطقه پراکنده‌اند که بزرگ‌ترین آن‌ها بولسون دماپیمی است. ارتفاعات جنوبی بالاتر از همتای شمالی خود است و به‌طور متوسط ۲۰۰۰ متر ارتفاع دارد. ارتفاعات جنوبی شامل دره‌های متعددی است که در اصل توسط دریاچه‌های باستانی تشکیل شده‌اند. چندین شهر برجسته مکزیک، از جمله مکزیکوسیتی و گوادالاخارا، در دره‌های آلتی‌پلانو جنوبی واقع شده‌اند.
یکی دیگر از رشته کوه‌های مهم، یعنی زنجیره کالیفرنیا، مناظر نیمهٔ شمالی مکزیک را قطع می‌کند. بخش مکزیکی زنجیره کالیفرنیا که به موازات کرانه‌های کالیفرنیا قرار دارد، از مرز ایالات متحده تا انتهای جنوبی شبه جزیره باخا، به فاصله ۱۴۳۰ کیلومتر، گسترش یافته‌است. ارتفاعات قله‌های زنجیره کالیفرنیا از ۲۲۰۰ متر در شمال تا تنها ۲۵۰ متر در نزدیکی لاپاز در جنوب متغیر است. دشت‌های باریک در اقیانوس آرام و خلیج کالیفرنیا در کناره‌های کوه‌ها یافت می‌شود.
کوردیرا نئوولکانیکا کمربندی به طول ۹۰۰ کیلومتر و عرض ۱۳۰ کیلومتر است که از اقیانوس آرام تا خلیج مکزیک امتداد دارد. کوردیرا نئوولکانیکا از ریو گراند د سانتیاگو شروع می‌شود و به سمت جنوب تا کولیما ادامه می‌یابد، جایی که در امتداد موازی مدار نوزدهم با بخش مرکزی ایالت وراکروز به شرق می‌پیچد. این منطقه لرزه‌خیز است و بلندترین قله‌های آتشفشانی مکزیک را در خود جای داده‌است. این رشته شامل سه قله بیش از ۵۰۰۰ متر است: قله اوریزابا - سومین کوه مرتفع در آمریکای شمالی - و Popocatépetl و Iztaccíhuatl در نزدیکی مکزیکوسیتی. کوردیرا نئوولکانیکا به عنوان خط تقسیم زمین‌شناسی بین آمریکای شمالی و آمریکای مرکزی در نظر گرفته می‌شود.
چندین رشته کوه مهم بر چشم‌انداز جنوب و جنوب شرقی مکزیک تسلط دارند. سیرا مادره جنوبی به طول ۱۲۰۰ کیلومتر در امتداد کرانه‌های جنوبی مکزیک از قسمت جنوب غربی کوردیرا نئوولکانیکا تا تنگه تقریباً هموار تهوآنتپک امتداد دارد. کوه‌های این رشته به‌طور میانگین ۲۰۰۰ متر ارتفاع دارند. این محدوده به‌طور میانگین ۱۰۰ کیلومتر عرض دارد، اما در ایالت اواکساکا تا ۱۵۰ کیلومتر گسترش می‌یابد. دشت ساحلی باریک جنوب غربی از سیرا مادر جنوبی تا اقیانوس آرام امتداد دارد. سیرا مادر د اوآخاکا از قله اوریزابا شروع می‌شود و در جهت جنوب شرقی به مدت ۳۰۰ کیلومتر تا رسیدن به تنگه تهوآنتپک ادامه می‌یابد. ارتفاع متوسط قله‌های سیرا مادرهٔ اوآخاکا ۲۵۰۰ متر و ارتفاع برخی از قله‌ها بیش از ۳۰۰۰ متر است. در جنوب تنگه تهوآنتپک، سیرا مادرهٔ چیاپاس ۲۸۰ کیلومتر در امتداد ساحل اقیانوس آرام از مرز اوآخاکا-چیاپاس تا مرز مکزیک با گواتمالا می‌گذرد. اگرچه میانگین ارتفاع فقط ۱۵۰۰ متر است، یک قلهٔ آن یعنی آتشفشان تاکوما بیش از ۴۰۰۰ متر ارتفاع دارد. در نهایت، مستا سنترال د چیاپاس ۲۵۰ کیلومتر از طریق بخش مرکزی چیاپاس تا گواتمالا امتداد دارد. ارتفاع متوسط قله‌های مستا سنترال د چیاپاس ۲۰۰۰ متر است. دره مرکزی چیاپاس، مستا سنترال د چیاپاس و سیرا مادرهٔ چیاپاس را از هم جدا می‌کند.

## رودها
از مهم‌ترین رودهای آن می‌توان از:
ریوگرانده، لرما، اوسوماسینتا، گریخالوا، پانوکو، بالزاس و سانتیاگو نام برد.

## آب و هوا
آب و هوای آن در نواحی مرتفع معتدل کوهستانی و در سایر نواحی گرم و مرطوب یا خشک است. بلندترین نقطه آن قله سیتلال تپتل (اوریسابا) با ۷۰۰، ۵ متر ارتفاع می‌باشد. رود ریوگرانده (۰۳۴، ۳ کیلومتر) نیز طولانی‌ترین رود آن است.
مدار رأس‌السرطان درست از وسط مکزیک می‌گذرد و این امر از این نظر مهم است که آب و هوای مکزیک در هر دو سوی این مدار متفاوت است. در شمال، آب و هوا معتدل و نسبتاً خشک است. دما می‌تواند در تابستان به گرمای شدید برسد، اما در زمستان می‌تواند بسیار سردتر شود. در جنوب مدار رأس‌السرطان، مکزیک بسیار گرمسیری است، با دمای ثابت در طول سال و بارندگی بیشتر.

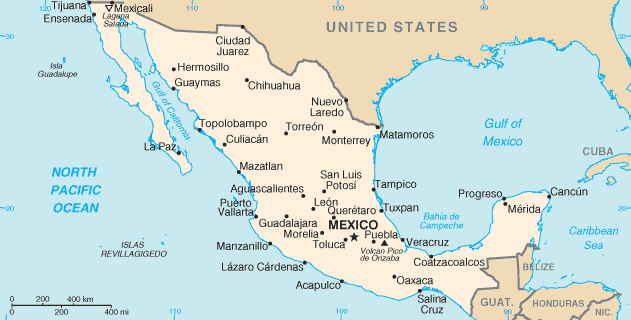
نقشهٔ مکزیک به همراه شهرهای مهم آن.